# 牛渡村
牛渡村（うしわたむら）は茨城県新治郡にかつて存在した村である。

## 地理
- 現在のかすみがうら市の南東部、旧霞ヶ浦町の南東部に位置する。
- 村は霞ヶ浦の北岸に位置している。

## 歴史

### 村域の変遷
- 1889年（明治22年）4月1日 - 町村制の施行により、旧来の牛渡村と有河村が合併し新治郡牛渡村が発足。有河村はもともと牛渡村の一部であったため、旧名に戻る形となった。
- 1955年（昭和30年）2月11日 - 下大津村・美並村・佐賀村・安飾村・志士庫村と合併し出島村が発足。同日牛渡村廃止。

変遷表
| 1868年 以前 | 1868年 以前 | 明治22年 4月1日 | 昭和30年 2月11日 | 平成9年 4月1日      | 平成17年 3月28日 | 現在           |
| ----------- | ----------- | --------------- | ---------------- | ------------------- | ---------------- | -------------- |
|             | 牛渡村      | 牛渡村          | 出島村           | 霞ヶ浦町に 町制改称 | かすみがうら市   | かすみがうら市 |
|             | 有河村      | 牛渡村          | 出島村           | 霞ヶ浦町に 町制改称 | かすみがうら市   | かすみがうら市 |

## 大字
- 牛渡（うしわた）
- 有河（あるが）

## 人口・世帯

### 人口
総数 [単位： 人]
| 1891年（明治24年） | 1,673 |
| 1920年（大正 9年） | 2,151 |
| 1935年（昭和10年） | 2,372 |
| 1950年（昭和25年） | 2,714 |

### 世帯
総数 [単位： 世帯]
| 1920年（大正 9年） | 475 |
| 1935年（昭和10年） | 406 |
| 1950年（昭和25年） | 477 |